# Althoff-Atelier
Die Althoff Ateliers waren zwischen 1939 und 1946 ein Filmstudio in der Wilhelmstraße 116–118 (heute: Alt Nowawes 116–118) in Potsdam-Babelsberg. 

## Geschichte

### Gründung
Gegründet wurden die Studios im Jahr 1939 durch Gustav Althoff, dem Mitbegründer der in den 1920er Jahren gegründeten Aafa - Althoff-Amboss-Film AG. Zunächst wurde im Norden von Babelsberg ein ehemaliges Lokal zu einem Filmstudio (630 m², 21 m × 30 m) umfunktioniert. Parallel wurde neben dem Lokal mit der Errichtung einer zweiten, größeren Halle (1050 m², 35 m × 30 m) durch den Architekten Benno-Franz Moebus begonnen. Zusätzlich existierten noch ein Bürogebäude, welches die üblichen Funktionsräume wie Büros, Werkstätten, Garderoben und Fundus enthielt, sowie ein Freigelände für Außenaufnahmen, welches direkt an den Babelsberger Park grenzte.

### Kriegszeit
Da die Althoff-Ateliers nicht zu den Filmateliers des zu diesem Zeitpunkt faktisch verstaatlichten Ufa-Konzerns gehörten, wurde das Atelier vorwiegend für Produktionen der Berliner Filmkunst GmbH genutzt, die sich aus dem Zusammenschluss der verbliebenen freien Produzenten gründete. Das gesamte Filmstudio überstand den Krieg nahezu unbeschadet und war damit direkt nach dem Krieg eines der wenigen funktionsfähigen Filmateliers. 

### Nachkrieg bis heute
Da die Ateliers und deren Träger, die Althoff Film-Atelier KG, nicht zur Ufa gehörten, fielen die Ateliers nach Ende des Krieges nicht unmittelbar unter die Verwaltung durch die Sowjetische Militäradministration in Deutschland. Die Ateliers wurden zunächst treuhänderisch durch den früheren Ufa-Angestellten Rimmler geführt. Bereits 1945 wurde unter Beteiligung von Ernst Kunstmann mit dem Synchronisieren von sowjetischen Filmen begonnen.
So wurde bereits am 15. März 1946 ein Drehbuchvertrag über den Film Die Mörder sind unter uns abgeschlossen und noch im März mit dem Dreh begonnen. Da der Film hauptsächlich zerstörte Wohnungen als Schauplatz aufwies und somit keinen großen Luxus benötigte, waren die beiden Studios gerade ausreichend. 
Da die Althoff-Ateliers die einzigen von den Sowjets für Filmarbeiten freigegebenen Ateliers waren, fand hier am 17. Mai 1946 auch die offizielle Gründung der „Deutschen Film Aktiengesellschaft“ statt. Der sowjetische Oberst Sergei Iwanowitsch Tjulpanow, Leiter der politischen Abteilung der SMAD, überreichte dem ersten DEFA-Direktor Hans Klering die Lizenz für den ersten deutschen Produktionsbetrieb. Später richtete die DEFA in den ehemaligen Althoff-Ateliers das Studio für Dokumentarfilme ein, das die DEFA bis in die 1990er Jahre betrieb.
Zuletzt war als Nachfolger auf dem Gelände die Film- und Fernseh-Produktionsfirma Park Studios GmbH ansässig.

## Auswahl an Filmen
- Alarm (1940)
- Sechs Tage Heimaturlaub (1941)
- Die Mörder sind unter uns (Sowjetische Besatzungszone, 1946)
- Die Buntkarierten, (Sowjetische Besatzungszone, 1948/49)
- Der Rat der Götter (DDR, 1949/50)